# Bruny Surin
Bruny Surin (* 12. Juli 1967 in Cap-Haïtien, Haiti) ist ein ehemaliger kanadischer Leichtathlet und Olympiasieger.
1975 zog Surin mit seiner Familie nach Kanada, wo er seither auch lebt. Anfänglich trainierte er in der Disziplin Weitsprung und wechselte erst später zum 100-Meter-Lauf. Seinen ersten internationalen Auftritt hatte er 1987 bei den Panamerikanischen Spielen, wo er im Weitsprung den 15. Platz erreichte. Bei den Olympischen Spielen 1988 in Seoul erreichte er ebenfalls Platz 15 im Weitsprung.
Bei den Commonwealth Games 1990 in Auckland, Neuseeland, gewann er die Bronzemedaille im 100-Meter-Lauf hinter dem Engländer Linford Christie (Gold) und dem Nigerianer Davidson Ezinwa (Silber) und erreichte im Weitsprung Platz sieben. Bei den Weltmeisterschaften 1991 belegte er Platz acht über 100 Meter. Bei den Olympischen Spielen 1992 in Barcelona nahm er als Mitglied der 4-mal-100-Meter-Staffel-Mannschaft teil, konnte aber keine Medaillen erringen.
Bei den Weltmeisterschaften 1993 wurde er Fünfter über 100 Meter, gewann aber die Mannschaftsbronzemedaille im 4-mal-100-Meter-Staffellauf. Bei den 1994 stattfindenden Commonwealth Games in Victoria, British Columbia, gewann er die Mannschaftsgoldmedaille im 4-mal-100-Meter-Staffellauf, kam aber im 100-Meter-Lauf nicht über das Halbfinale hinaus. Bei den Weltmeisterschaften 1995 gewann er über 100 Meter die Silbermedaille und die Mannschaftsgoldmedaille im 100-Meter-Staffellauf. 
Bei den Olympischen Spielen 1996 in Atlanta ging die kanadische Staffelmannschaft als Favorit ins Rennen, da sie die letzten beiden Jahre diesen Wettbewerb fast immer gewonnen hatte. Surin gewann die Mannschaftsgoldmedaille zusammen mit seinen Teamkollegen Robert Esmie, Glenroy Gilbert und Donovan Bailey, vor den Teams aus den USA (Silber) und aus Brasilien (Bronze). Über 100 Meter kam Surin bis ins Halbfinale. Zusammen mit dem kanadischen Team gewann er eine weitere Goldmedaille bei den Weltmeisterschaften 1997 und bei den Goodwill Games 1998. Bei den Weltmeisterschaften 1999 gewann er die Silbermedaille über 100 Meter in persönlicher Bestzeit von 9,84 s (zugleich kanadischer Rekord, zeitgleich mit Donovan Bailey). Bei den Olympischen Spielen 2000 erreichte er über 100 Meter nur das Halbfinale, ebenso bei seinem letzten Meisterschaftskampf, bei den Weltmeisterschaften 2001.